# Jean Joseph Gustave Cler
Pour les articles homonymes, voir Cler.
Jean Joseph Gustave Cler, né le 10 décembre 1814 à Salins-les-Bains et mort le 4 juin 1859 à Magenta, est un général et écrivain français.

## Biographie
Fils du payeur des salines de Salins-les-Bains, Jean Joseph Gustave Cler commence ses études au collège de Salins. Fougueux et impétueux, il ne donne pas grande satisfaction à ses professeurs, compensant son manque d'application par une vive intelligence, mais il est très apprécié par ses enseignants et ses compagnons d'armes pour son courage, sa franchise et son bon caractère. En novembre 1832, il est admis à l’École spéciale militaire de Saint-Cyr.

## Sa carrière militaire
En 1832, il est nommé sous-lieutenant dans le 21e régiment d'infanterie en garnison à Perpignan. Après trois années, il est promu lieutenant. Reconnu comme un grand dessinateur, il est employé pour effectuer les relevés topographiques de la région. Ses bons travaux lui valent des compliments et le soutien du général Boniface de Castellane (renommé pour ses méthodes brutales et par sa sévérité). Le régiment est dissout à Paris et pour la seconde fois, le lieutenant Cler retourne à Paris.
N'appréciant pas la vie parisienne, et après sa nomination au grade de capitaine en avril 1841 par le général De Castellane, il demande son transfert dans l’infanterie légère en Afrique. Cette nomination est pour Cler l'occasion en remerciant son protecteur de commencer avec lui une longue et riche correspondance.Ses lettres sont un précieux témoignage sur la vie de Cler et sur les expéditions militaires : Clerc y détaille le pays, les gens, les soldats, les missions, les batailles. C'est grâce à cette correspondance que sera publié L'historique du 2e Zouaves.
Nommé aide-major, il profite de son séjour africain pour effectuer des fouilles dans des ruines carthaginoises et romaines desquelles il rapporte en France, pièces de monnaie et poteries qu’il donne au musée de sa ville natale. Il figure parmi les lauréats du concours pour le grade de major en 1845 et il devient le plus jeune officier supérieur de l’armée. En avril 1846, il est au 6e régiment d'infanterie légère de Montbrison. Il est à Avignon durant la révolution de février 1848, où il est apprécié pour sa modération. Promu lieutenant-colonel à Lyon en 1852, il est nommé président de guerre de la région. Homme d'action, il apprend la création de trois régiments de zouaves, et se retrouve à la tête de l'un d'eux. Rattaché au 2e régiment d'Oran, il remplace son fondateur, le colonel Joseph Vinoy en congé de maladie. Avant de partir pour sa destination, il reçoit des mains du président de la république Louis Napoléon Bonaparte, l'aigle et le drapeau du 2e régiment de zouaves.
Pendant la campagne d'Afrique, il se distingue, notamment durant la bataille de Laghouat le 4 décembre 1852 ("Souvenirs d'un officier du 2e zouaves", de J-J. G. Cler, 1869, pages 36 à 46).
Il devient colonel du détachement le 10 août 1853 : le corps expéditionnaire français, qui comprend 1 200 hommes du 2e zouaves, embarque pour la Crimée le 24 septembre 1854 et Cler se distingue dans le siège de la colline de l'Alma, sur laquelle il a planté le drapeau français. Le 5 mars 1855, il est élevé au grade de général de brigade et prend le commandement des 62e et 73e régiment d'infanterie de ligne. Sa conduite en Crimée lui vaut la Légion d'honneur. La réorganisation de la Garde impériale en 1856, le voit à la tête de la 1re Brigade d'infanterie composée de zouaves, de grenadiers et de gendarmes à pied.

## Labataille de Magenta
Gustave Cler commande la brigade de la Garde à la campagne d'Italie. À Ponte-Nuovo de Magenta, lors d'une phase critique de la conquête du pont sur le Naviglio Grande, après des assauts continus infructueux et sanguinaires, dans une énième tentative à la tête de ses soldats, lors d'une charge à la baïonnette, il reçoit un coup mortel. Son corps est retrouvé seulement trois heures après, passée la confusion des combats, à la fin de la bataille, intègre mais privé de son épée turque, de ses épaulettes et de ses décorations, habitudes autrichiennes envers les prisonniers et les ennemis morts. Grâce à l'aide de Napoléon III, le corps est rapatrié à Salins en septembre 1859. La ville lui fait des obsèques solennelles : préfet, sous-préfet, maires sont présents ainsi que l'aide de camp du prince Napoléon.

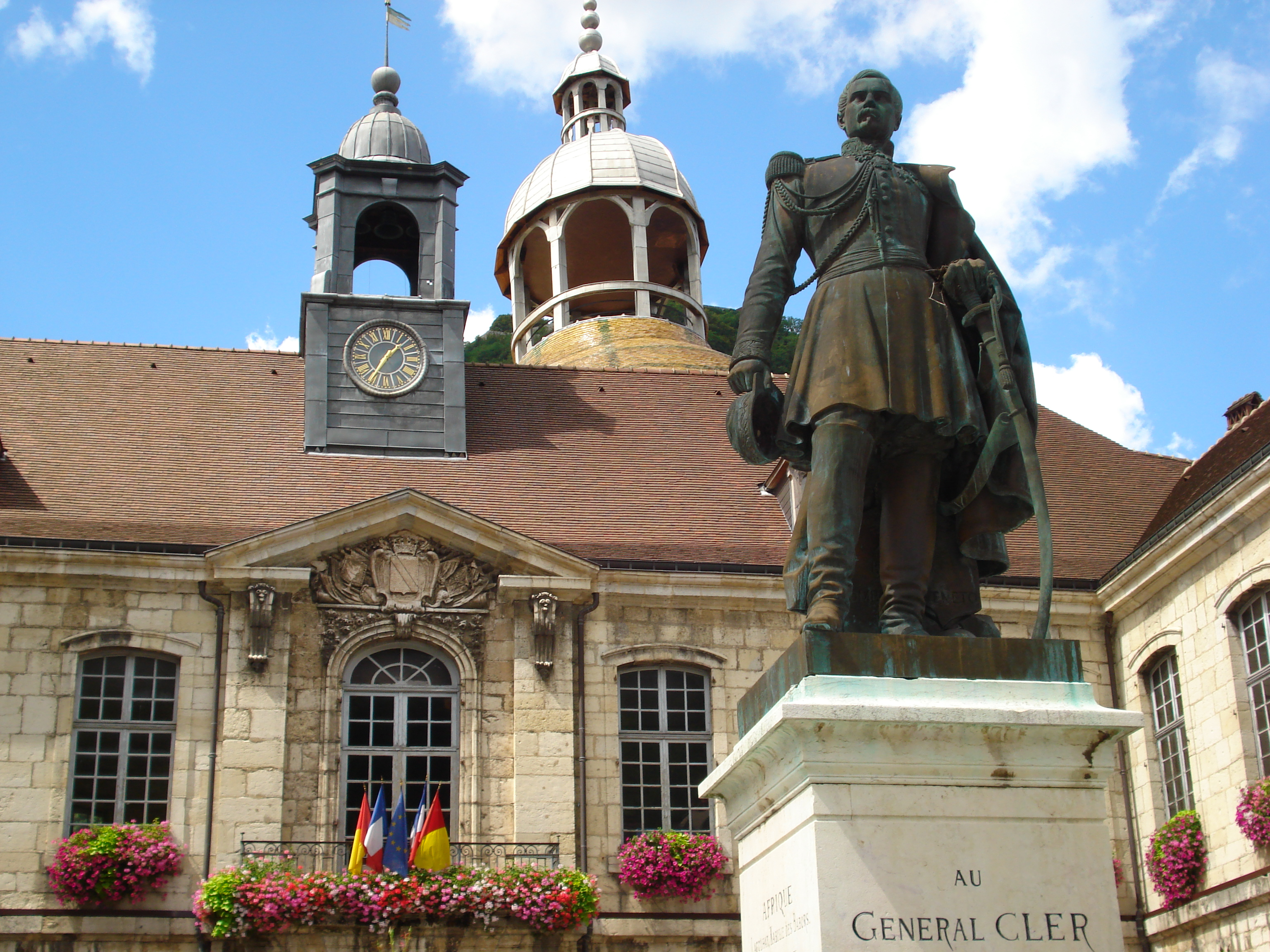
Détail du Monument au général Cler (1865) par Jean-Joseph Perraud, devant l'hôtel de ville de Salins-les-Bains.

Une rue du 7e arrondissement de Paris porte le nom de Cler depuis 1864.
Le 25 août 1865, le Monument au général Cler est inaugurée sur la place de l'hôtel de ville de Salins-les-Bains. La statue a été sculptée gracieusement par Jean-Joseph Perraud (1819-1876), lui-même jurassien.
Pendant la Seconde Guerre mondiale en 1943, l'occupant allemand réquisitionne la statue en bronze afin de l'envoyer à la fonte pour récupération du métal. Il demande de déboulonner la statue de Cler. Les personnalités locales s'exécutent mais cachent l'œuvre dans un dépôt d'ordures en dehors de la ville. Elle est remise en place le 11 novembre 1944 avec l'aide d'une grue américaine.

## Publication
- Souvenirs d'un officier du 2me de zouaves, Paris, Michel Levy frères, 1859, 284 p. (lire en ligne)[3], traduit en anglais et paru en 1860 à New-York, sous le titre de Reminiscences of an officer of Zouaves.

## Distinctions
- Commandeur de la Légion d'honneur (17 octobre 1857)[4]
- Ordre du Bain
- Médaille de Crimée (Royaume-Uni)
- Commandeur de l'ordre des Saints-Maurice-et-Lazare
- Ordre du Médjidié